# براهالي
براهالي (بالبلغارية: Прахали)‏ قرية تقع إدارياً ضمن بلدية غابروفو ‏ في بلغاريا. ويبلغ عدد سكانها 48 نسمة حسب تعداد 15 مارس 2015. تعتمد براهالي للبريد على الرمز البريدي 5345.